# 1985-ös Formula–1 francia nagydíj
A francia nagydíj volt az 1985-ös Formula–1 világbajnokság hetedik futama.

## Futam
| Helyezés | #  | Versenyző          | Csapat/Motor           | Körök | Idő/Kiesés oka    | Rajthely | Pontszám |
| -------- | -- | ------------------ | ---------------------- | ----- | ----------------- | -------- | -------- |
| 1        | 7  | Nelson Piquet      | Brabham-BMW            | 53    | 1:31:46,266       | 5        | 9        |
| 2        | 6  | Keke Rosberg       | Williams-Honda         | 53    | + 6,660           | 1        | 6        |
| 3        | 2  | Alain Prost        | McLaren-TAG            | 53    | + 9,285           | 4        | 4        |
| 4        | 28 | Stefan Johansson   | Ferrari                | 53    | + 53,491          | 16       | 3        |
| 5        | 11 | Elio de Angelis    | Lotus-Renault          | 53    | + 53,690          | 7        | 2        |
| 6        | 15 | Patrick Tambay     | Renault                | 53    | + 1:15,167        | 10       | 1        |
| 7        | 16 | Derek Warwick      | Renault                | 53    | + 1:44,212        | 11       |          |
| 8        | 8  | Marc Surer         | Brabham-BMW            | 52    | + 1 kör           | 14       |          |
| 9        | 18 | Thierry Boutsen    | Arrows-BMW             | 52    | + 1 kör           | 12       |          |
| 10       | 23 | Eddie Cheever      | Alfa Romeo             | 52    | + 1 kör           | 18       |          |
| 11       | 22 | Riccardo Patrese   | Alfa Romeo             | 52    | + 1 kör           | 17       |          |
| 12       | 9  | Manfred Winkelhock | RAM-Hart               | 50    | + 3 kör           | 20       |          |
| 13       | 4  | Stefan Bellof      | Tyrrell-Ford           | 50    | + 3 kör           | 26       |          |
| 14       | 19 | Teo Fabi           | Toleman-Hart           | 49    | Üzemanyagrendszer | 19       |          |
| 15       | 24 | Piercarlo Ghinzani | Osella-Alfa Romeo      | 49    | + 4 kör           | 24       |          |
| Kiesett  | 4  | Martin Brundle     | Tyrrell-Ford           | 32    | Váltó             | 21       |          |
| Kiesett  | 1  | Niki Lauda         | McLaren-TAG            | 30    | Váltó             | 6        |          |
| Kiesett  | 12 | Ayrton Senna       | Lotus-Renault          | 26    | Motorhiba         | 2        |          |
| Kiesett  | 17 | Gerhard Berger     | Arrows-BMW             | 20    | Baleset           | 9        |          |
| Kiesett  | 29 | Pierluigi Martini  | Minardi-Motori Moderni | 19    | Baleset           | 25       |          |
| Kiesett  | 10 | Philippe Alliot    | RAM-Hart               | 8     | Üzemanyagrendszer | 23       |          |
| Kiesett  | 30 | Jonathan Palmer    | Zakspeed               | 6     | Motorhiba         | 22       |          |
| Kiesett  | 27 | Michele Alboreto   | Ferrari                | 5     | Turbó             | 3        |          |
| Kiesett  | 25 | Andrea de Cesaris  | Ligier-Renault         | 4     | Kormány           | 13       |          |
| Kiesett  | 26 | Jacques Laffite    | Ligier-Renault         | 2     | Turbó             | 15       |          |
| NI       | 5  | Nigel Mansell      | Williams-Honda         | 0     | Sérülés           | 8        |          |

## Statisztikák
Vezető helyen:
- Keke Rosberg: 10 (1-10)
- Nelson Piquet: 43 (11-53)

Nelson Piquet 13. győzelme, Keke Rosberg 3. pole-pozíciója, 1. leggyorsabb köre.
- Brabham 35. győzelme.